# Aderus paulonotatus
Aderus paulonotatus es una especie de coleóptero de la familia Aderidae. Fue descrita científicamente por Maurice Pic en 1924.

## Distribución geográfica
Habita en Filipinas.